# Valter Vecellio
Gualtiero Vecellio detto Valter (Tripoli, 11 gennaio 1954) è un attivista, politico e giornalista italiano.

## Biografia
Iscritto al Partito Radicale dal 1972, lo abbandonò nel 1982 per aderire al Movimento Federativo Radicale, nato da una scissione, successivamente risolta.
Collaboratore dell'Avanti! dalla fine degli anni settanta all'inizio degli anni ottanta, è giornalista professionista dal 1990, Valter Vecellio è stato direttore responsabile del settimanale satirico Il Male, esperienza che gli ha fruttato un centinaio di denunce quale imputato dei reati più stravaganti, una cinquantina di processi da cui è uscito indenne, e un arresto di sette giorni, trascorsi nel carcere di Regina Coeli, per resistenza e oltraggio a pubblico ufficiale, poi derubricati perché il poliziotto ha ammesso che non c'era stato né l'uno né l'altro.
Collabora come editorialista e commentatore a numerosi giornali e riviste.
Dal 1993 è un giornalista del TG2, di cui è stato vice-caporedattore; è inoltre direttore del giornale telematico Notizie Radicali, uno degli organi ufficiali del movimento dei Radicali Italiani, direttore del Leonardo Sciascia Web, organo d'informazione dell'associazione Amici di Leonardo Sciascia, redattore politico per il quotidiano telematico L'Indro e dal 2022 direttore responsabile della rivista d'arte e cultura ArtApp.
Il movimento radicale ha appoggiato, nel 2008, con scioperi della fame, anche l'idea che a Vecellio venisse affidato un programma fisso su Rai Due, dedicato unicamente ai diritti umani nel mondo.
È autore di una trentina di pubblicazioni. Ha curato inoltre una collanina di libretti stampati in 500 copie, dove ha raccolto testi radicali ormai introvabili (da Marco Pannella ad Angiolo Bandinelli, dai fratelli Aloisio e Giuliano Rendi a Loris Fortuna e Piergiorgio Welby), e che regala a chiunque ne faccia richiesta, e l'edizione del libro di Leonardo Sciascia La palma va a nord. Articoli e interventi 1977-1980.
In seguito alla morte di Marco Pannella, Vecellio ha pubblicato una raccolta di articoli di giornale dedicati alla scomparsa del leader radicale, intitolata E sono pronti, da morto, a trattarmi da vivo.

## Opere
- Il Pugno o la rosa: i radicali, gauchisti, qualunquisti, socialisti?, Bertani, 1979
- Una inutile strage? Da via Rasella alle Fosse Ardeatine, con Angiolo Bandinelli, 1982
- Storie di ordinaria ingiustizia (con Raffaele Genah), prefazione di Leonardo Sciascia, introduzione di Giuliano Vassalli, Sugarco edizioni, 1987
- Romanzo italiano , Spirali editore, 1988
- Pino Zac - Una vita contro, Stampa Alternativa, Roma, 2000
- La polveriera mediorientale. In 60 pagine, la storia e i termini della questione arabo-israeliana, Mamma editore, 2001
- Saremo perduti senza la verità, La Vita Felice editore, 2003
- Talebani vaticani, Nuovi Equilibri editore, 2004
- Prefazione ad AA.VV., Anticlericali perché. Le ragioni del no radicale al concordato, 2004
- Radicale ignoto, cinquanta storie, Partito Radicale editore, 2009
- Marco Pannella. Biografia di un irregolare, Rubbettino editore, 2010
- E sono pronti, da morto, a trattarmi da vivo., Reality Book, 2016
- Leonardo Sciascia. La politica, il coraggio della solitudine, Ponte Sisto, 2019